# 천위 (1994년)
천위(중국어: 陳妤, 병음: Chén Yú, 한자음: 진여, 1994년 5월 7일 ~ )는 대만의 배우이다.